# Konjeniška enota Slovenske vojske
Konjeniška enota Slovenske vojske je bila edina konjeniška enota in najmanjša enota Slovenske vojske.

## Zgodovina
Enota je bila uradno ustanovljena 1. aprila 2005. Ustanovili so jo z namenom pomagati slovenski konjereji ter Kobilarni Lipici in popestriti uradni protokol SV in MORS. 10. maja istega leta so prvič javno predstavili enoto ter njihovo opremo. Prvi javni nastop je enota v izvedbi treh konjenikov opravila na praznovanju dneva Slovenske vojske 15. maja 2005 na letališču Postojna.

## Organizacija in struktura
Maja 2005 je enota obsegala 15 lipicancev in šest konjenikov.
Ekonomska kriza je leta 2008 povzročila težave tudi v Kobilarni Lipica ter tako upočasnila njen nadaljnji razvoj in načrte. Konec leta je zbolelo nekaj lipicancev tako hudo, da sta dva od osmerice konjev Konjeniške enote SV poginila. Tako se je upočasnil razvoj Kobilarne Lipica in leta 2009 je prenehalo tudi delovanje konjeniške enote SV.